# Ingibiorg Finnsdottir
Ingibiorg Finnsdottir (in norreno Ingibjörg Finnsdóttir; ... – 1069 o forse 1058) è stata regina consorte di re Malcolm III di Scozia.
Era figlia dell'earl Finn Arnesson e di Bergljot Halvdansdottir, una nipote dei re norvegesi Sant'Olaf II di Norvegia e Harald III di Norvegia.
Non si conosce l'anno di nascita e anche quello della morte è incerto. Nella saga degli uomini delle Orcadi si dice che sposò Thorfinn Sigurdsson, earl delle Orcadi, durante il regno di Magnus I di Norvegia al potere dal 1035 al 1047 e sicuramente prima della morte di Canuto II d'Inghilterra (1042). Dal matrimonio con Thorfinn ebbe due figli Paul e Erlend che parteciparono all'invasione del Regno d'Inghilterra del 1066 organizzata da Harald III di Norvegia.
Alla morte di Thorfinn la cui data esatta è sconosciuta, Ingibiorg si risposò con Malcolm III re di Scozia, anche in questo caso non si conosce la data del loro matrimonio, con lui ebbero un solo figlio Duncan II di Scozia.
Si pensa che Ingibiorg morì nel 1069 visto che l'anno successivo Malcolm III si risposerà con Santa Margherita di Scozia, tuttavia è probabile che questa sia morta ancora prima che Malcolm diventasse re, nel Liber Vitae Ecclesiae Dunelmensis ("libro della vita della Chiesa a Durham") viene citata come Ingeborg comitissa (cioè "Ingeborg la contessa") nell'elenco di monaci e personaggi illustri per i quali si recitarono preghiere a Durham, tutti morti attorno al 1058. Se Ingibiorg non fu mai regina questo spiegherebbe il perché sia quasi assente dalle cronache scozzesi.